# The Epic of Zektbach
『The Epic of Zektbach』（ゼクトバッハ叙事詩）とは株式会社コナミデジタルエンタテインメントが展開する音楽を中心としたプロジェクト。全ての曲と物語は舟木智介によって作られており、同社の音楽ゲームであるBEMANIシリーズにおいてZektbach名義で発表している。

## 概要
音楽にキャラクターや物語性を付随させる事により、メディアミックス的な展開を行っており、単純に楽曲の部分だけを差してZektbach(ゼクトバッハ)と呼ばれる事も多い。楽曲は物語に沿ってコンセプト・アルバム形式で作曲されており、ゲームに付随するムービーや楽曲を担当するキャラクターに共通の世界観に基づいた設定を付加し、ゲームの公式サイトの曲コメント欄にあらすじを簡潔に記した詩文を記載する事などして異なる楽曲群に１つの大きな物語としての連続性を持たせている。またそれらの物語はドラマCDやOVAによって詳細が語られ、継続して物語の全容が明かされている。
物語の結末に関してはゲーム上では描かれず、2013年3月28日発売の「The Epic of Zektbach ゼクトバッハ叙事詩 公式ガイドブック」内で補完されている。

## 作品

### 音楽CD
The Epic of Zektbach -Ristaccia-（2009年3月21日）
収録楽曲
1. Ark Ouroboros 永遠の方舟
2. fragment はじまりの欠片
3. Overture -Ristaccia- 序曲 〜リスタチア〜
4. Aria te'Laria メインテーマ 〜アリア・テ・ラリア〜
5. Shamshir Dance シャムシールの舞
6. Rufina 叡智永劫
7. ZETA 素数の世界と超越者
8. Holy Kingdom of Noigllado 傀儡の王国
9. Blind Justice それぞれの正義
10. The Abandoned Island 見捨てられた楽園
11. Apocalypse 罪狩りの聖女
12. Turii 〜Panta rhei〜 トゥーリと星の民
13. L'erisia(Primary Logic) 赤き天使
14. Nyoah's Sword Dance 華麗なるニョアの剣舞
15. Ouverture de Ristaccia, presto agitato（オーケストレーションバージョン）
16. Danza de Shamshir, à la turque（オーケストレーションバージョン）
17. ZETA, la chanson（オーケストレーションバージョン）
18. Blind Justice, le concerto（オーケストレーションバージョン）
19. Apocalypse, avec orgue（オーケストレーションバージョン）

The Epic of Zektbach -FRAGMENTS OF ARIA TE'LARIA-（2010年3月28日）
収録楽曲（The Epic of Zektbach -PIANO COLLECTION-）
1. Ark Ouroboros 永遠の方舟(ピアノアレンジ)
2. fragment はじまりの欠片(ピアノアレンジ)
3. Overture -Ristaccia- 序曲 〜リスタチア〜(ピアノアレンジ)
4. Aria te'Laria メインテーマ 〜アリア・テ・ラリア〜(ピアノアレンジ)
5. Shamshir Dance シャムシールの舞(ピアノアレンジ)
6. Rufina 叡智永劫(ピアノアレンジ)
7. ZETA 素数の世界と超越者(ピアノアレンジ)
8. Holy Kingdom of Noigllado 傀儡の王国(ピアノアレンジ)
9. Blind Justice それぞれの正義(ピアノアレンジ)
10. The Abandoned Island 見捨てられた楽園(ピアノアレンジ)
11. Apocalypse 罪狩りの聖女(ピアノアレンジ)
12. Turii 〜Panta rhei〜 トゥーリと星の民(ピアノアレンジ)
13. L'erisia(Primary Logic) 赤き天使(ピアノアレンジ)
14. Nyoah's Sword Dance 華麗なるニョアの剣舞(ピアノアレンジ)
15. village hidden in the mist アムリナの里(ピアノアレンジ)
16. Masinowa 神国マシノワ(ピアノアレンジ)
17. innocent wish マタンの想い(ピアノアレンジ)

The Epic of Zektbach -Masinowa-（2011年3月21日）
収録楽曲
1. Masinowa 神国マシノワ
2. Kagachi 蛇神
3. Omifushisama 山神
4. Junaguni Ruins ユナグニ遺跡
5. Sazaragi サザラギの者達
6. Wenkamui エンカムイ （vo.柚楽弥衣）
7. Raison d'être 交差する宿命
8. Malchut マルクトの歌
9. The Sealer 封印者 （vo.深水チエ）
10. L'avide ル・アビデ
11. Nunc omnia rident 大樹の思い
12. Charcol's Sword Dance 流麗なるチャコルの剣舞
13. Trisagion 浄化の祈り（Orchestration & Choir version）
14. ZETA 素数の世界と超越者（Orchestration & Choir version）
15. Turii 〜Panta rhei〜 トゥーリと星の民（Orchestration & Choir version）
16. Malchut マルクトの歌（Orchestration & Choir version）
17. Aria te'Laria メインテーマ 〜アリア・テ・ラリア〜（Orchestration & Choir version）

### ドラマCD
The Epic of Zektbach -FRAGMENTS OF ARIA TE'LARIA-（2010年3月28日）
収録内容（The Epic of Zektbach -アンネースの日記-）
1. プロローグ
2. ルルドの大罪
3. LUXURIA
4. AVARITIA
5. SUPERBIA
6. 聖女と女王
7. エピローグ

The Epic of Zektbach Novel CD Series 〜Blind Justice〜（2010年9月22日）
収録内容
ディスク1
1. プロローグ（上編 マタン・カトルセの章）
2. セリオスの輝きのもとに（上編 マタン・カトルセの章）
3. 倒の真実（上編 マタン・カトルセの章）
4. 正義（上編 マタン・カトルセの章）
5. テトロア海戦 -アギオナの刺客-（上編 マタン・カトルセの章）
6. 超越者の系譜 -騎士との約束-（上編 マタン・カトルセの章）
7. エピローグ（上編 マタン・カトルセの章）
8. 浄化の祈り（上編 マタン・カトルセの章）

ディスク2
1. プロローグ（下編 ノクス・カトルセの章）
2. マングローブの名もなき村で（下編 ノクス・カトルセの章）
3. 正義（下編 ノクス・カトルセの章）
4. ミリアの切り札（下編 ノクス・カトルセの章）
5. テトロア海戦 -箱庭の双子-（下編 ノクス・カトルセの章）
6. 超越者の系譜 -砂上の楼閣-（下編 ノクス・カトルセの章）
7. エピローグ（下編 ノクス・カトルセの章）
8. Blind Justice 〜それぞれの正義〜（下編 ノクス・カトルセの章）

The Epic of Zektbach Novel CD Series 〜Masinowa〜（2012年1月19日）
収録内容
ディスク1（上編）
1. ジャコツとコノハナ
2. カガチジンとヤマジジン
3. 魔人の里とサザラギ
4. 神国マシノワ
5. 蛇神

ディスク2（下編）
1. トゥーリと星の民
2. ミリア
3. リスタチアと混沌
4. 亡国マシノワ
5. Turii ～Panta'rhei～ トゥーリと星の民

### その他
OVA
- ゼクトバッハ オリジナルアニメーション 第1章 シャムシールの舞（2011年3月21日）

書籍
- ゼクトバッハ叙事詩 公式ガイドブック（2013年3月28日） ※受注限定生産品

## 世界観
基本的な世界観は中世ヨーロッパ風のファンタジーであるが、後編の舞台であるマシノワはアイヌ、琉球、大和言葉等の日本の古来からの文化をモチーフとしている。架空の世界の物語ではあるものの、登場人物達の背景にミーム、進化論、ゼータ関数、クオリアなどの現代的な科学・哲学用語も登場する。また悲劇的な物語が多く、退廃的な世界観を持っているのも特徴である。

### 用語
アリア・テ・ラリア
物語の舞台となっている世界全体の名称。西方のガルキア大陸、東方のエジーク大陸、ファラリエン、トゥーリ島、ル・アビデなどで構成されている。
空舟の遺跡
序章、第二章、第六章等に登場する遺跡。古の時代にリスタチアが発掘された場所であり、第二章ではルートヴィッヒ・ボルツマンの日記など現実世界を想定させる事も記述されている。
リスタチア
物語において鍵となっている宝玉。手にしたものに奇跡を与え、破滅を導く。
星の民
トゥーリ島で流転の儀式を繰り返し、アリア・テ・ラリアの調和を保つ種族。

## ストーリー
アリア・テ・ラリアに伝わる古の輝石リスタチアを巡り様々な人物達が織り成す千年以上に渡る壮大な歴史物語。物語は章仕立てであり、それぞれの章に異なったテーマを持った主人公が登場する。主人公達は共通して古の輝石リスタチアに関わりを持ち、そのことにより運命を翻弄されていく。各章の物語はその原典となる楽曲がまず発表され、後に曲の解説やドラマCDなどで彩られていく。
序章
物語の全ての起源たる輝石リスタチアに纏わる太古の記憶と、永き時を経て動き始める物語。
原典楽曲：Ristaccia (beatmania IIDX 15 DJ TROOPERS)
第一章
伝説の剣コラーダを携えた救国の英雄とその祖国に纏わる悲劇。
原典楽曲：シャムシールの舞 (pop'n music 14 FEVER!)
第二章
天才的な頭脳を持つ少年が素数の世界の探求と光の女神との対決を経て超越者となるまでの変遷と1人の踊り子との邂逅。
原典楽曲：ZETA 〜素数の世界と超越者〜 (pop'n music 15 ADVENTURE)
第三章
超越者の系譜を継ぐべく引き寄せられた双子の断絶と、相対する正義を持った二人のそれぞれの運命。
原典楽曲：Blind Justice 〜Torn souls, Hurt Faiths〜 (beatmania IIDX 14 GOLD)
第四章
神の啓示を受け、罪狩りの名の下に罪深き人間たちに罰を与える使命を負った1人の修道女の苦悩と世界の終末。
原典楽曲：Apocalypse 〜dirge of swans〜 (beatmania IIDX 13 DistorteD)
第五章
神樹トゥーリに集い星の調和に根付いて生きる星の民と、侵入者がもたらした調和の崩壊。
原典楽曲：Turii 〜Panta rhei〜 (beatmania IIDX 16 EMPRESS)
第六章
自分の存在意義に苦悩する星の民の生き残りと、リスタチアに深く関わる赤き天使の対峙。
原典楽曲：Raison d'être 〜交差する宿命〜 (beatmania IIDX 17 SIRIUS)
第七章
長きにわたり封印者を守り続けた誇り高き民と、彼らに守られし白き衣を纏った少女の目覚め。
原典楽曲：The sealer 〜ア・ミリアとミリアの民〜 (pop'n music 20 fantasia)
第八章
ある罪狩りの聖女の回想。
原典楽曲：Apocalypse 〜memento mori〜 (pop'n music 15 ADVENTURE)
外伝
呪われた血筋による悲しい過去を心にたずさえて、真を追い続ける男の運命。
原典楽曲：蛇神 (pop'n music 18 せんごく列伝)

## 登場人物
複数の章に登場する人物も多いが、ここではその人物が主な役割を果たす章に属する形で記述する。ドラマCDやOVAなどのキャストは後述。

### 序章
ルエリシア
赤き天使と呼ばれる謎の少女。
ヨア
赤き天使を生み出した者。

### 第一章
シャムシール・ザムーク
アゼルガットのアムス生まれのナセム族の女性。幼き頃より舞踏・剣術共に卓越した才能を発揮し、それらを組み合わせて独自の戦闘剣舞術を編み出した。強さだけではなく流麗で妖艶な美しさも兼ね備えており、「どのような国でも、ひとたびシャムシールが舞えば美しく滅びることができるだろう」と国内外でその類いまれなる力を讃えられ、恐れられていた。民が産んだ子に自分の名がつけられる程の人気ぶり。好物はプリシュシュという果物で、チャミィという飼い猫がいる。
軍司令官の父の命により一旦将軍の座に就くが、捕らえた盗賊より伝説の剣の話を聞き、職を放棄し最強の剣を得る為に旅に出る。数年後、その手に伝説の剣コラーダを携え戦線復帰し、突如攻めて来たノイグラードの大軍をドロア要塞で迎え打ち、これをわずかな兵で撃退する。さらに戦局を逆転させて、アゼルガットを救う英雄となるがその強さは尋常では無く、共に行軍した兵士達に強いトラウマを引き起こす。後に、彼女の部下が剣を用いた殺人を引き起こすようになったことやコラーダそのものの危険性などを重く見た国の意向により、彼女の部下の殺人とその原因となったコラーダを振るった責任を取る形で斬首の刑に処されることになった。しかし刑に処されようとした瞬間、コラーダに操られるようにして民を虐殺しアゼルガットを亡国とした後、失踪する。
シャルダイル
シャムシールの父親であるアゼルガット軍の最高司令官。アゼルガット建国の際から貢献している武門の名門ザムーク家の血を引く。シャムシールの処刑が決まった後、牢に幽閉される。
ククリ
シャムシールの母。伝統的な巫女直結の血筋の末裔であり、類いまれなる美しさと高い技能を持つ歴史的な踊り子。シャムシールの処刑が決まった後、牢に幽閉される。
アキル
シャムシールの幼馴染の青年。将軍補佐としてシャムシールの行軍を支えていた。シャムシールがいる部屋に勝手に入って「だからって女の部屋に入るのはどうかな?」とシャムシールにツッコまれるというデリカシーがない一面を見せるが、軍では武を弁えている。戦後、国民が恐怖に陥った際シャムシールとコラーダを引き離そうと考えたが、コラーダによって命を奪われる。
ラファ
アキルの妹。ザムーク家の奉公人として、シャムシールの世話を務めている少女。シャムシールの幼馴染でもある。アゼルガットが亡国となった後はシャムシールに殺されることなく生きているシーンがある（その他にも生きている人々がいる）。
メゼレル
アゼルガット軍の副官の老将。シャムシールの凱旋後、国が次第にパニックになっていく際に災厄はシャムシールが原因だと考えていく。
アルディーラ
アゼルガットの女王。戦争中、シャムシールの活躍を英雄として大々的に讃え、国民の士気を高めていた。しかし戦後、シャムシールの部下による国民の殺人などで国民の感情が乱れるとシャムシールを国を脅かす過ぎたるものとし、国民と国を守るために処刑を決断するが、シャムシールがコラーダ
によって国民たちを斬殺していくところを見て過ぎたる力に頼ったことへの後悔の念を漏らし、その後死亡した。
アドノエル・ノイエンドルフ
アゼルガット侵攻の際、ノイグラード王国軍の総大将を任された王国軍騎士団長。堅実な手法で抜かりのない戦上手で知られ、強い者に対して敵味方問わずに敬意を払う性格。戦争中シャムシールとの一騎討ちにより倒される。第三章に登場するアドフークの父。

### 第二章
リアン・クレヴィング
ノイグラード王国の学術都市リーデンブルグに生まれる。父は高名な考古学者であったが、物心付く前にアギオナ機関に幽閉され行方知れずになってしまう。失意で育児を放棄した母親の代わりに、父の親友であったゲッティンゲンにより引き取られ、それ以後は図書館で過ごす様になった。10歳になる頃には数にまつわる全ての学問を習得し、神童と呼ばれるようになる。
ある日図書館にある膨大な書物を読み漁っているうちに、本の間から父親が残したであろうメモを発見する。そのメモを頼りにオリビエ遺跡に辿り着いたリアンは、そこで古代種族の意思思念体“Σ”に出会うことになる。Σの出す問いに全て答えたリアンは、自分の遺伝子に眠っていた大きな力が目覚め超越者となるがリスタチアの真実を暴くべく向かった空舟の遺跡で待ち構えていたシャムシールにより倒される。
ヨアと顔立ちが似ているが関係は不明。
ブレゼレンツ
リアンの父親。高名な数学者・考古学者であり、特に古代遺跡に纏わる考察に革新的な見解を示していた。しかし、王国学術院の高官達はそれまでまとめ上げた“王国の正しい見解”に異を唱えるブレゼレンツの考えを異端とみなし、遂には学術院をとりしきるアギオナ機関に秘密裏に幽閉されてしまう。息子リアンに1つの重要なメモを託す。
ゲッティンゲン
リーデンブルグにある王立図書館の司書でありノイグラード有数の頭脳を持つ数学家。とても知的な数論学者とは思えない豪快な風貌を持つ。ブレゼレンツよりリアンを託され、幼いリアンの才能を開花させ天才に育て上げた。
Σ（シグマ）
オリビエ岩礁にある海底神殿の最深部で超越者を待つ者。美しい女神のような姿だが、実態はルフィナ種の様々な記憶と意識がネットワーク化した思念体である。古代戦争でルフィナ種が絶滅しそうになった時、残った者達が意識と能力を共有化しデータベースとなりヒュミナ種にその能力を転写し、超越者の系譜を作り上げた。

### 第三章
ノクス・カトルセ
リアンの力を受け継ぐ超越者の系譜を持つ者。マタンの弟。戦犯の罪を受けた先代国王の処刑により、正室の子として幼いながら次期国王候補の筆頭であったが、暗躍していたアギオナ機関の画策により王位を剥奪され、側近であった王国近衛騎士団長アドフークと共に城を出奔する。旅を続けるうちにノイグラードの圧制に苦しむ民を数多く目の当たりにし、次第に王国に対して大きな敵意を持つようになる。その後テトロア海に一大勢力を持つ海賊の首領マラキアと意気投合し、テトロアに巨大な海上要塞都市を造りあげ、王国を脅かす反国同盟軍ノヴァリアのリーダーとなる。
マタン・カトルセ
リアンの力を受け継ぐ超越者の系譜を持つ者。ノクスの姉。アギオナ機関が突如施行した国家女王制により次期国王に任命され、ノイグラード建国以来初の女王となる。
慈愛に満ちた優しい性格であり、いつも国民の事を優先的に考えている。反面、古来より続くトリスアギオンの教義は絶対的だと考えており、教義を脅かす悪しき存在に対しては厳しい。そしてその強い博愛と慈愛の情を利用され、アギオナによって傀儡として操られていることに気づいていない。
物心ついた時より離れ離れになった弟ノクスの存在を察知し、唯一信頼できる側近ファロに捜索を命じるがノクスの抱える国への大きな憎悪を知らされ困惑する。
ファロ・クレーデレ・エタンセル
ノイグラード王国近衛騎士団ノイ・ド・ラグニアの若き長。父親のレヴァンは、突如未開の森より発生した魔物を退治して旧市街の貧しい家庭から聖騎士階級まで登り詰めた男であり、その影響でファロも生まれながらにして聖騎士階級として王国騎士団に所属している。幼い頃は当時近衛騎士団長であったアドフークにかわいがられ、かつては強い師弟関係ができていた。どのような時でも王に忠誠を誓い自らの命を惜しんでこれを守る事が騎士道であると強く考えているので、女王マタンに対する忠誠心は揺るぎない。また、騎士でありながら花や薬草等自然学への高い知識を持つ。
アドフーク・ノイエンドルフ
ノクスと共に反国軍を先導する騎士で、先の大戦で戦死したアドノエルの息子。ノイグラード王国騎士階級の名門ノイエンドルフ家の生まれであり、名将として名高い父アドノエルに連れられ幼き頃より戦場で数々の武功を立てる。父の死後、騎士最上位である近衛騎士団長を継ぐが国中枢のやり方に嫌気が差しノクスと共に国を出奔する。大規模な戦場を幾つも経験しているので、剣の腕だけでなく統率や軍略にも長けている。ノクスを息子のように思っており、いつも傍にいて見守っている。
マラキア
テトロア海のトルトガ島を根城にしている海賊アルビダの女首領。王国の物資船を襲い、奪った食料や衣料などを貧しさにあえぐ人々に分け与えている。大雑把でがさつ、人使いが非常に荒い性格だが情には非常に厚い。
レキシ
反国軍の一員で、元々王国側の人間であったがアドフークの人間性に惚れ行動を共にする事になる。頭脳明晰な部分をかわれ、アドフークから命じられ王国への斥候を担当している。ディリアの街においてはリュドミールが全く疑いを持たないくらい斥候として完璧になりすましていた。ロークと仲が良く、彼の楽天的な性格を羨ましく思っている。
ローク
アゼルガットとの戦争により親を失った戦災孤児であったがアドフークに拾われ育てられる。明るく細かい事は気にしない性格でノクスを兄のような心で見守り続けてきた。同世代のレキシには抜けていて落ち着きが無いとよく注意されるが、意外にも本人は自分しか出来ない事、自分の役割をしっかりと考えている。
エレオノーラ
ノイグラード王国の四聖階級の１つである大神官の女性。国で最も重要な行事であるセリオス祭を執り仕切るのは彼女の役割である。古から続くトリスアギオンの教えを守り、普段はトリスアギオンの守護に身を捧げている。
テオ
ノイグラード王国大臣で、マタンの先々代の王ラインハルトから仕える老大臣。国を深く愛し、先々代より国家を傀儡するアギオナの陰謀にも気付いているが調和した歯車が崩れるのを恐れるあまり、見て見ぬふりをしていた。しかし、ザリエリの書斎である物を見つけてからは勇気ある行動に出る事になる。
ザリエリ
ノイグラード王国の諮問機関である、アギオナ機関の長。ラインラント王の時代に国家を操り、アゼルガットとの一連の大戦を引き起こした。以後も王家を傀儡し、ノイグラード王国を裏で動かしている。
マティアス
アギオナ機関の一員で、主に政治を裏で調整している。ザリエリとは古い付き合いであり、二人で共謀し何人もの要人を暗殺している。上層・下層問わず階級の有力者に通じており、実質アギオナのナンバー2である。
リュドミール
アギオナ機関の一員で、主に世界に散らばる古代の有用遺産を調査し確保する担当をしている。哲学的な思考を持つ人物で、含みのある話し方を好む。完全なる美にこだわるが、自身は不治の病ドルクマ病に侵されており徐々に醜い姿となっていく。宗教や神を否定し、聖女アンネースに異常な執着を持つようになる。
ルーヘン・ケンプフェルト
アギオナ機関の一員で、科学研究を担当している若くて有能な医者。各学術院や王立図書館を管理し、世の学問の規制と統制を行っている。優れた頭脳を持つが、冷酷で残忍な面がある、研究の為に人体実験などの反道徳的なことも好んで行う。
カルラ
アギオナ機関の一員で、諜報活動を担当している女性。王国では稀有なマシノワの血を引いている女性。美しい肉体とマシノワ流の古武術を武器にザリエリの命に従いあらゆる組織・団体を動かす。気に入った獲物は何度でも放し、何度でも捕まえる事から“蜘蛛女”と恐れられている。

### 第四章
アンネース・ファルジア
その身にアポカリプスの剣を携え、人間の罪を狩り続けている“罪狩りの聖女”。絶海の孤島ファラリエンで生まれる。島で古くから奇跡をもたらしていたルルドの神水を飲んだ女性から処女生誕し、島の者達からは神が思し召しになった奇跡の子と崇められ“救世主”という意味を持つこの名前を付けられた。誰にでも優しく、天から舞い降りたような神々しい美しさを持つ彼女は誰からも渇仰される聖女となるが、ある日突如としてルルドの神水が枯れ果て、彼女は神から「長年に渡り島へ莫大な恩恵と奇跡は与えられた。その代償として島を滅ぼせ」と啓示を受け、苦悩の果てに故郷を滅ぼしてしまう。
エルネスト
ファラリエン大聖堂の司祭。両親のいないアンネースの父親がわりであり、良き相談役となっていた。病床のクロエから重い未来で悩み続けるアンネースを救って欲しいと言われるがまさかそのような未来が待っていると信じる事ができずアンネースが放った業火に巻き込まれて無念の死を遂げる。
クロエ
ファラリエン修道院の修道院長。アンネースの育ての母。最後までアンネースの身を案じながら病によりこの世を去った。
クリフォス
アンネースを狂信する団体“ファルジスト”を束ねる長。異常とも呼べるくらいアンネースを崇拝しており、その感情は彼女に対する偏執的な愛情をも含んでいる。自室でアンネースと全く同じ格好をし、鏡を見て興奮するなどの異常な性癖を持っていたがファルジストを束ねている際は仁徳ある賢人を演じていた。メギドの丘に“浄化と粛清の神殿”を築き上げる。

### 第五章
マルクト
性差やクオリアを持たず、混沌を決して生まない種の最終形態である種族“星の民”の者。トゥーリ島の大樹と共に暮らしていたが、1年半に1度の流転の日にクカルによって流転の儀式を中断され、そのままマシノワに連れ去られる。その事により星の因果律が大きく乱れてしまう。マシノワ滅亡後、一人残されたマルクトは自分の存在の矛盾に苦しむことになる。
クカル
マシノワの機密機関サザラギに所属する若者で、正義感が強い純粋な心を持つ。前人未踏の地であったトゥーリに苦労の末上陸することに成功する。儀式中のマルクトを正義感により助け、それが後にこの星に重大な影響を及ぼす。
イサゴ
サザラギ機関では珍しい女性の機関員。機関のなかでも一目を置かれる存在。クカルの親友であり、姉弟のように気心が知れている。ぶっきらぼうに思われるため、クカル以外の人間とは深くなじまない。

### 第七章
サーシャ
ディリアを拠点にしている流浪の民ミリアの長。 冷静沈着で凛とした雰囲気を持つ女性。古より続くミリアの長の血統を継ぎ、守護者としてア・ミリアを守っている。
ア・ミリア
古代から生きる不思議な力を持つ少女。長きに渡り休眠中であったが、混沌を正すため覚醒する。休眠中は歴代のミリアの長達によって決して外界に触れぬように保護されていた。

### 外伝
ギジリ
マシノワの蛇神人（カガチジン）のムラであるジャコツの生まれ。差別という負の連鎖で誇りを失った故郷に強い嫌悪感を持ち滅ぼしてしまう。失った祖先の正しいルーツを知る為に、空船の遺跡を探索。そこで様々な未知の技術を得る。技術を利用し魔人と呼ばれる存在を生み出しエンカムイに研究所を置く。
ミサクヤ
ジャコツを支配していたコノハナに住む少女。山神人（ヤマジジン）の中でも由緒ある華族、御神四家の一家で生まれ幼少からの徹底した教育により蛇神人を強く忌み嫌う差別思考を持っている。彼女に認められたいと願い続けるも差別という乗り越え難い壁に突き当たったギジリは彼女の幻影に悩ませ続けられる事となる。
イド
サザラギ機関の一員で、ギジリの右腕であった男。魔人の里エンカムイで生まれた優秀な魔人であり、人知を超えた数々の能力を持って魔人達を統率していた。その後、魔人達が暴走した際に全生命力をもってエンカムイを封印した。イドの魔封印は現代に至るまで破られていない。
イノミカド
山神人の神司。御神四家でも最も古いイノミカド家の嫡流筆頭である。天神の子に最も近い者であり、朝廷とクヌエノヒメミコを支えマシノワを統率している。
クヌエノヒメミコ
始祖巫女アメノウズメの血を引くとされている第15代天神の子である。代々の天神の子の中でもとりわけ美しく聡明であり人々に敬われている。アポイタカラで作られた神具を用いて国を統率する儀式や占いを行っていたが、謎の死を遂げる。

### その他
ニョア
ゼクトバッハ叙事詩のマスコットキャラクター。華麗なる剣技を使いこなす猫騎士。公式ホームページでニョアの手記として物語の案内役として解説をつとめる。

## スタッフ
ボーカル
- 常盤ゆう（Apocalypse 〜dirge of swans〜、Apocalypse 〜memento mori〜）
- 志方あきこ（Turii 〜Panta rhei〜 トゥーリと星の民、Raison d'être 交差する宿命）
- 堀澤麻衣子（Blind Justice それぞれの正義）
- くりむ（Apocalypse 〜memento mori〜（コーラス担当）、マルクトの歌）
- 柚楽弥衣（Kagachi 蛇神（The Epic of Zektbach -Masinowa-収録版）、Wenkamui エンカムイ）
- 上野洋子（yoko名義）（Omifushisama 山神、L'avide ル・アビデ）

キャラクターデザイン
- 高村真耶（MAYA）
- 塩野友子（shio）

ムービー
ここでは、音楽CDに付属するDVDに収録されたものを指す。
- 高村真耶
  - Ristaccia、Blind Justice 〜Torn souls, Hurt Faiths〜 、Turii 〜Panta rhei〜（The Epic of Zektbach -Ristaccia-）
  - Raison d'être 〜交差する宿命〜（The Epic of Zektbach -FRAGMENTS OF ARIA TE'LARIA-）
  - 蛇神（The Epic of Zektbach -Masinowa-）
- 塩野友子（Michael＝Kerorich）
  - Apocalypse 〜dirge of swans〜（The Epic of Zektbach -Ristaccia-）
  - Apocalypse 〜mement mori〜（The Epic of Zektbach -Masinowa-）

ドラマCD
The Epic of Zektbach -FRAGMENTS OF ARIA TE'LARIA-
- 音響監督 - 長崎行男
- 脚本 - 岩崎リズ
- 録音 - 伊東光晴
- 録音助手 - 新垣未希
- 音響効果 - 高梨絵美
- キャスト
  - アンネース・ファルジア - 能登麻美子
  - ノクス・カトルセ - 石田彰
  - アドフーク・ノイエンドルフ - 大塚明夫
  - マタン・カトルセ - 名塚佳織
  - ファロ・クレーデレ・エタンセル - 小野坂昌也
  - リュドミール - 藤原啓治
  - グリド - 佐藤正治
  - レキシ - 野島健児
  - エルネスト - 北川米彦
  - クロエ - 山口奈々
  - サーシャ - 久川綾
  - 神の声 - 銀河万丈

The Epic of Zektbach Novel CD Series 〜Blind Justice〜
- 音響監督 - 長崎行男
- 脚本 - 岩崎リズ
- 録音 - 伊東光晴
- 録音助手 - 新垣未希
- 音響効果 - 高梨絵美
- キャスト
  - マタン・カトルセ - 名塚佳織
  - ノクス・カトルセ - 石田彰
  - ファロ・クレーデレ・エタンセル - 小野坂昌也
  - アドフーク・ノイエンドルフ - 大塚明夫
  - マラキア - 進藤尚美
  - ローク - 松原大典
  - レキシ - 野島健児
  - ザリエリ - 中田譲治
  - マティアス - 江川央生
  - リュドミール - 藤原啓治
  - ルーヘン - 浅沼晋太郎
  - カルラ - 浅川悠
  - テオ - 茶風林
  - エレオノーラ - 折笠富美子
  - スパルタス - 稲田徹
  - サーシャ - 久川綾
  - ア・ミリア - 花澤香菜
  - アンネース - 能登麻美子
  - ニョア - 佐々木愛

The Epic of Zektbach Novel CD Series 〜Masinowa〜
- 音響監督 - 長崎行男
- 脚本 - 酒井臨
- 録音 - 伊東光晴
- 録音助手 - 新垣未希
- 音響効果 - 高梨絵美
- キャスト
  - マルクト - 花澤香菜
  - ギジリ - 子安武人（幼少期：大浦冬華）
  - クカル - 立花慎之介
  - ルエリシア - 沢城みゆき
  - ミサクヤ - 桑島法子
  - イド - 阪口周平
  - イサゴ - 大原さやか
  - イノミカド - 真殿光昭
  - クヌエノヒメミコ - 浅野真澄

OVA
ゼクトバッハ オリジナルアニメーション 第1章 シャムシールの舞
- 監督 - 西久保瑞穂
- 脚本 - 岩崎リズ
- 音楽 - 久米由基
- 作画監督・アニメーションキャラクターデザイン - 古川英樹
- 美術監督 - 前田実
- CGIディレクター - 吉岡智和
- 色彩設計 - 友野亜紀子
- 撮影監督 - 志村 豪
- 音響監督 - 長崎行男
- アニメーションプロデューサー - 渡辺欽哉
- アニメーション制作 - AIC
- キャスト
  - シャムシール・ザムーク - 甲斐田裕子
  - シャルダイル - 黒田崇矢
  - アキル - 千葉進歩
  - ラファ - 川澄綾子
  - メゼレル - 麦人
  - アルディーラ - 高島雅羅
  - アドノエル - 大塚明夫